# Любовь и ярость (фильм, 1969)
«Любовь и ярость» (итал. Amore e rabbia) — художественный фильм-драма, киноальманах совместного производства Италии и Франции, снятый в 1968 году. Премьера картины состоялась 29 мая 1969 года. Фильм состоит из пяти новелл о любви и насилии, о событиях конца шестидесятых и их участниках. Новеллы сняты разными знаменитыми кинорежиссёрами: «Безразличие» — Карло Лидзани, «Агония» — Бернардо Бертолуччи, «С бумажным цветком» — Пьером Паоло Пазолини, «Любовь» — Жаном-Люком Годаром, «Поспорим, поспорим» — Марко Беллоккьо. В создании фильма принимали участие три кинокомпании: «Castoro», «Ital-Noleggio Cinematografico» и «Anouchka Films».

## Создание фильма и выбор названия
Фильм «Любовь и ярость» снимался в 1968 году и вышел на экраны в 1969 году. Он был задуман как киноальманах, состоящий из нескольких частей, каждую из которых должен был снимать один из известных режиссёров. Киноальманахи были довольно популярным форматом для фильмов конца 1960-х годов.
Первоначально фильм должен был называться «Евангелие 70» (итал. Vangelo '70), поскольку сюжетные линии всех частей фильма тесно переплетались с библейскими историями. Например, в новелле Карло Лиццани «Безразличие» преступник, спасающий пострадавших от аварии, на которых никто не обращает внимания, напоминает героя из притчи о добром самарянине. Новелла Бернардо Бертолуччи «Агония» отсылает к притче о неплодной смоковнице. В новелле Пьера Паоло Пазолини «С бумажным цветком» фигурирует невинный герой на фоне зла и жестокости, с которым говорит Бог. Изначально к этим трём новеллам должна была присоединиться картина Валерио Дзурлини «Сидящий одесную». Таким образом, христианские убеждения и их действия были бы перенесены в современную эпоху. Помимо режиссёров, авторами этой идеи также являлись два сценариста: Пучио Пуччи и Пьеро Бадаласси. Однако потом «Сидящий одесную» стал отдельным фильмом, после чего к трём оставшимся новеллам были присоединены новеллы «Любовь» Жана-Люка Годара и «Поспорим, поспорим» Марко Беллоккьо, а весь киноальманах получил название «Любовь и ярость» (итал. Amore e rabbia).

## Сюжет
«Безразличие» — средь бела дня преступники гонятся за девушкой по дворам Нью-Йорка. Жители окружающих домов безразлично наблюдают за всем происходящим из своих окон и ничего не предпринимают. Бандиты отбирают у девушки сумку, насилуют её, а затем убивают. Несмотря на крики, никто не приходит на помощь. С тем же самым безразличием люди шагают по улицам и не замечают уличных бомжей, которые спят на асфальте и страдают от голода. На дорожной трассе происходит авария. Окровавленный муж пытается остановить хоть одну машину, чтобы отвезти тяжелораненую жену в госпиталь, однако все безразлично проезжают мимо. Наконец останавливаются двое полицейских на своих мотоциклах. Они останавливают первую машину, помещают в неё раненую женщину и мужчину и едут впереди, чтобы доставить их в госпиталь. Водитель машины оказывается преступником, которого разыскивают. Испугавшись, что его в конце разоблачат, он отстаёт от полицейских и сворачивает с дороги. Полицейские поднимают тревогу и догадываются, кем был этот человек. Преступник едет по другим дорогам, объезжает больницу и где-то останавливается. Он хочет оставить пострадавших и убежать, утешая их, что рядом есть телефон. Мужчина умоляет преступника не уходить и помочь им, иначе женщина умрёт. Чувствуя угрызения совести, преступник садится за руль и, с риском быть пойманным, отвозит раненых в госпиталь. Он вызывает больничный персонал, женщина спасена. Приезжает полиция. Один из рабочих узнаёт преступника, но тот, угрожая оружием, убегает. Убедившись, что его не преследуют, он идёт спокойным ходом.
«Агония» — умирающий кардинал доживает свои последние минуты. Его сиделка сообщает ему, что пришёл священник, чтобы исповедовать его, однако он отказывается от этого. Сиделка также говорит, что там за дверью собралось много людей, но умирающий не хочет никого видеть и просит оставить его одного. Перед смертью главный герой испытывает агонию, которая предстаёт перед зрителем. Эту агонию, предсмертную лихорадку, артистично демонстрирует группа каких-то разных людей, воображаемых героев. Они демонстрируют страдания умирающего вместе с ним, но на самом деле их и не существует, всё это просто символично. Все события происходят в странной белой комнате. Группа людей издаёт жуткий гул, громкие звуки, они крутятся, кувыркаются, изображают смерть, вырывают, говорят с умирающим и проносят его по всей комнате, подкидывая в разные стороны. Перед умирающим как бы проносятся его последние мысли, симптомы, своеобразная исповедь, иной мир. Наконец наступает смерть, его переодевают в одежду кардинала и молятся за его душу.

Эпизод Пазолини. Невинность должна умереть, чтобы не стать злом.

«С бумажным цветком» — беззаботный и наивный Ричетто гуляет по многолюдным улицам Рима. Он пристаёт то к одному прохожему, то к другому, просит прикурить, спрашивает у рабочих, зачем те копают яму, говорит парню, который ждёт девушку, что у него хороший одеколон, целует девушку и обходит машины. А между тем в кадрах показываются также и другие, чёрно-белые ленты и фотографии: война, фашизм, Нюрнбергский процесс, мёртвое тело Че Гевары, отрубленные головы и другое… В промежутках предстают сцены, где жизнерадостный Ричетто под современную музыку танцует, бегает и прыгает по тем же улицам, а в руке у него огромный бумажный цветок ярко-красного цвета. В других сценах он ходит по шумной улице, то под музыку Баха, то под звуки сигналов машин, то под звуки чёрно-белых военных самолётов. Вдруг с неба слышится обыкновенный голос, то Бога, то ангела, который пытается достучаться до Ричетто. Голос рассуждает о невинности героя и самого человека, о зле, которое может так легко погубить эту невинность. И будет лучше, если невинность вообще пропадёт, чем станет злом. Слышится взрыв. Опять чёрно-белый кадр, где кто-то умирает под пулями. В последней сцене Ричетто лежит на дороге вместе с бумажным цветком — по-видимому, мёртвый.
«Любовь» — мужчина с важным видом и юная красивая девушка сидят около столика в приятном саду и беседуют на разные темы. По их словам, перед ними должен начаться какой-то фильм, название, режиссёра и содержание которого они точно не помнят. Эти два зрителя наблюдают за героями фильма, которые, тоже мужчина и девушка, философствуют по разным вопросам. Он говорит ей на итальянском, она отвечает ему по-французски. Бесчисленные фразы и диалоги сопровождаются дёрганой кинокамерой, которая снимает то не в фокусе, то вовсе выключается. Реальная пара наблюдает за парой из фильма. А темы разговора разные, от любви до революции, от сложных семейных отношений до войны во Вьетнаме. Прослеживается тема коммунистической борьбы. Девушка из фильма стоит или лежит обнажённой в саду, под приятную музыку о времени, занимается любовью со своим партнёром. Другая пара рассуждает о кинематографе сегодняшних дней.
«Поспорим, поспорим» — студенты римского университета устраивают целое представление в своей большой аудитории. Они разделяются на две группы: «левые», которая состоит из коммунистически настроенных учащихся, и «примерные», которая состоит из буржуазных старшекурсников. Они разыгрывают сцены конфликтов на разную глобальную тематику. У каждого своя роль: студенты, преподаватели, представители властей… Молодые люди делают инсценировку студенческого бунта. Некоторые нацепляют фальшивые бороды, изображая своих преподавателей. Раздаются бесцеремонные выкрики. Приходит полиция, но тоже фальшивая, состоящая из студентов. Чтобы разогнать демонстрантов, они бьют их резиновыми дубинками. Стук слышится и во время титров.

## Создатели

### Съёмочная группа
- Режиссёры — Карло Лиццани («Безразличие»), Бернардо Бертолуччи («Агония»), Пьер Паоло Пазолини («С бумажным цветком»), Жан-Люк Годар («Любовь»), Марко Беллоккьо («Поспорим, поспорим»)[1]
- Сценаристы — Карло Лиццани, Бернардо Бертолуччи, Пьер Паоло Пазолини, Жан-Люк Годар, Марко Беллоккьо, Пучио Пуччи, Пьеро Бадаласси[9]
- Продюсер — Карло Лиццани[1]
- Композитор — Джованни Фуско[1]
- Операторы — Ален Левент («Любовь»), Сандро Манкори («Безразличие»), Аяче Паролин («Поспорим, поспорим»), Уго Пикконе («Агония»), Джузеппе Руццолини («С бумажным цветком»)[1]
- Монтажёры — Нино Баральи («С бумажным цветком»), Франко Фратичелли («Безразличие»), Аньес Гиймо («Любовь»), Роберто Перпиньяни («Агония» и «Поспорим, поспорим»)[1]
- Художник — Миммо Скавия («Агония», «Безразличие» и «С бумажным цветком»)[10]
- Помощник режиссёра — Эльда Таттоли («Поспорим, поспорим»)[7]

### В ролях
| Актёр                  | Роль                                  |
| ---------------------- | ------------------------------------- |
| Том Бейкер             | пострадавший в аварии («Безразличие») |
| Нинетто Даволи         | Ричетто («С бумажным цветком»)        |
| Джудит Малина          | одна из группы («Агония»)             |
| Милена Вукотич         | сиделка («Агония»)                    |
| Марко Беллоккьо        | преподаватель («Поспорим, поспорим»)  |
| Джулиан Бек            | умирающий кардинал («Агония»)         |
| Джим Андерсон          | один из группы («Агония»)             |
| Джулио Чезаре Кастелло | один из группы («Агония»)             |
| Адриано Апра           | один из группы («Агония»)             |

| Актёр                   | Роль                                |
| ----------------------- | ----------------------------------- |
| Петра Фогт              | одна из группы («Агония»)           |
| Рошелль Барбини         | девочка («С бумажным цветком»)      |
| Альдо Пульизи           | Бог («С бумажным цветком»), озвучка |
| Кристин Гуэхо           | актриса («Любовь»)                  |
| Нино Кастельнуово       | директор («Любовь»)                 |
| Романо Коста            | один из группы («Агония»)           |
| Катрин Журдан           | первая зрительница («Любовь»)       |
| Паоло Поццези           | второй зритель («Любовь»)           |
| Фернальдо Ди Джамматтео | один из группы («Агония»)           |

## Награды и номинации
Фильм участвовал в программе 19-го Берлинского международного кинофестиваля. Основной приз фестиваля — статуэтка «Золотой медведь» — досталась Желимиру Жилнику за фильм «Ранние работы».

## Даты премьеры
Даты приведены в соответствии с данными IMDb.
- Италия — 29 мая 1969
- ФРГ — июнь 1969 (Берлинский международный кинофестиваль)
- ФРГ — 16 февраля 1970
- Франция — 3 июня 1970
- Португалия — 21 декабря 1981

## Анализ

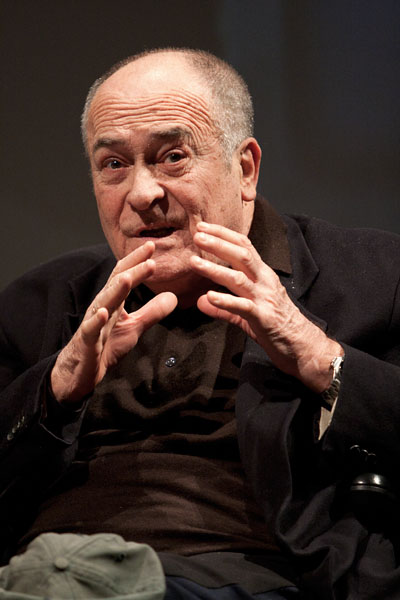
Бернардо Бертолуччи в зрелом возрасте

«Любовь и ярость», несомненно, отображает образ жизни, события и идеологии шестидесятых годов в Европе. Это экспериментальное кино, за которое взялись такие кинорежиссёры, которые считаются мастерами артхаусного жанра.
Первый эпизод, под названием «Безразличие», короткий, но самый напряжённый. Это мощное заявление о том, как человеческое существо не обращает внимания на страдания других, но иногда, в этом хаосе безразличия, единственным, кто протягивает руку помощи, оказывается преступник, сознание которого не позволяет ему уйти. В целом это наиболее доступный сегмент в фильме.

Эпизод Бернардо Бертолуччи «Агония» построен на основе притчи о неплодной смоковнице в винограднике, содержащейся в Евангелии от Луки (Лк. 13:6-9). Там человек три года ждал появления плодов на своём дереве, но посчитав это бессмысленным, просит виноградаря срубить дерево. Тот предлагает подождать ещё год — за это время он окопает и удобрит смоковницу, а если плодов и тогда не появится, то можно будет её срубить. В эпизоде показан умирающий человек, который не сделал ничего плохого, но от трусости в жизни ему тоже очень плохо, и умирающий человек был при жизни как бы мертвецом. Этот эпизод был снят на студии «Чинечитта». Здесь полностью были задействованы актёры легендарного «Живого театра» со своим художественным руководителем Джулианом Беком. 

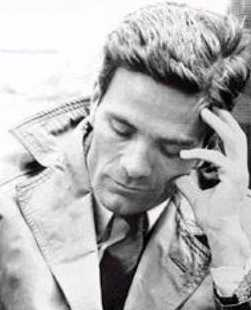
Пьер Паоло Пазолини во время съёмок в Риме

 Съёмки начались в дружеской, семейной атмосфере, но Бертолуччи было трудно поддерживать дисциплину среди актёров. Общее настроение значительно улучшалось по мере приближения к конечному результату. Актёры «Живого театра» привыкли к малобюджетной документальной кинематографии, производимой с трясущейся камерой. Теперь они были рады видеть свои образы в цвете и широкоэкранном формате. С одной стороны, критики говорили о таланте, определённой поэтической силе и убедительной визуальной строгости фильма, а с другой — об эксперименте, важность которого не помогла преодолеть выражение любопытства на лицах театральных актёров.
Свой эпизод Пьер Паоло Пазолини относит к проклятой Христом смоковнице (Мф. 21:18-22). Там описывается, как Иисус возвращается в город после очищения храма. Он был голоден, но подойдя к фиговому дереву, не нашёл там плодов и проклял дерево, чтобы оно никогда не приносило никаких плодов. Пазолини интерпретирует эту историю по-новому, говоря: «В истории бывают такие моменты, когда нельзя оставаться невиновным, когда надо бодрствовать, а если вы не бодрствуете, то тем самым вы делаете себя виновными».
Автор эпизода «Любовь» Жан-Люк Годар является одним из основоположников французской новой волны. Это направление в кинематографе отличалось тем, что в нём не было предсказуемости повествования, не было устоявшегося и уже исчерпавшего себя стиля съёмки, коммерческие фильмы были позади. И в своём эпизоде Годар активно демонстрирует этот стиль новой волны. Он берётся за такие темы, как причины войны, революция, политика, различные органы управления, но манипулирует ими с помощью визуальных трюков, скрывая лежащие в их основе зло и ярость.
Эпизод «Поспорим, поспорим» — самый длинный, но в то же время самый простой по своему смыслу. Показывая нелепую инсценировку мятежа студентов, эпизод явно отражает майские события во Франции 1968 года, когда социальный кризис вызвал демонстрации, массовые беспорядки и всеобщую забастовку, а в итоге — смену правительства.

## Критика
Критиками фильм был воспринят неоднозначно. В частности, на авторитетных сайтах фильму дают относительно низкие оценки: его рейтинг на сайте «Rotten Tomatoes» составляет 57 %, а на IMDb оценка 6,1. «Энциклопедия международных фильмов» отмечает, что это трудный, эпизодический фильм, который, однако, является тематическим и формально впечатляющим.
Известный американский кинокритик Майкл Аткинсон считает фильм удачной работой, написав следующее: «Для получения поддержки и популярности на Новой волне 1960-х одной из наиболее привлекательных идей в свободном формате был фильм-сборник — редко когда успешный, но всегда заманчивый квази-жанр, который обычно устанавливал общую тему, но был всегда более заинтересован в привлечении наиболее преуспевающих режиссёров поколения, чтобы произвести их коронный удар с его последствиями. Часто можно было надеяться на только одно чудо из пяти, но фильм „Любовь и ярость“ 1969 года, в котором рассматривался конфликт между эмоциональным обществом и кровопролитием, полон таких удач».
Кинокритик Дэвид Остин сравнивает картину с другими знаменитыми кинофильмами того времени, говоря: «„Любовь и ярость“ представляет собой пример жанра, который редко можно увидеть в наше время — артхаусный фильм-антология. В былые времена артхаусную антологию можно было встретить повсюду, в этом смысле она была сродни лохматым буйволам, но к настоящему времени она почти совершенно исчезла. Идея состояла в том, чтобы собрать интересных режиссёров, которые сняли бы короткие фильмы, до некоторой степени связанные какой-то объединяющей их темой. В это были вовлечены многие знаменитые артхаусные режиссёры, такие как Жан-Люк Годар, Федерико Феллини, Витторио Де Сика, Лукино Висконти, Роберт Олтмен, Вуди Аллен, Мартин Скорсезе и Луи Маль, которые вносили свой вклад в фильмы такого типа как „Боккаччо-70“, „Три шага в бреду“, „Любовь в городе“, „Ария“ и „Нью-йоркские истории“».
Другой кинокритик по имени Питер Нельхаус пишет: «Если отвлечься от исторического контекста, то я бы задался вопросом о ценности фильма „Любовь и ярость“. Фильм-антология, который попытался ухватить дух того, что происходило в Европе в мае 1968 года — я подозреваю, что он мог показаться несколько устаревшим к моменту своего выхода на экраны в конце мая 1969 года. Злободневность и политическая позиция, выраженные в фильме, превращают его в кинематографическую временну́ю капсулу того краткого исторического момента, когда существовала искренняя вера в то, что искусство и политика могут не только слиться друг с другом, но и изменить мир».
Обозреватель Кент Тёрнер отзывается о фильме так: «Не возникает сомнений, что эта итальянская антология из пяти слабо связанных друг с другом частей относится к 1968 году. Согласно интервью режиссёра Карло Лидзани, записанному на DVD, каждый эпизод должен был быть вариацией на тему Евангелия, хотя в результате это явно видно только в образе доброго самарянина из „Безразличия“, режиссёром которого был Лидзани. Это — городской кошмар средь бела дня, в котором неприукрашенные сцены, снятые в Нью-Йорке, соперничают с „Полуночным ковбоем“. В коротком эпизоде „С бумажным цветком“, снятом Пазолини, беззаботный юноша несёт гигантский цветок вдоль римской Виа Национале (это 1968-й год), в то время как возникают и исчезают архивные кадры с Гитлером, падающими бомбами, папой Пием XII и Линдоном Джонсоном — прошлое ещё не так далеко».

## Название на других языках
Названия приведены в соответствии с данными IMDb.
- испанский — Amor y rabia
- французский — La contestation
- французский (другое название) — Évangile 70
- венгерский — Szerelem és düh
- итальянский (другое название) — Vangelo '70
- польский — Milosc i wscieklosc
- португальский — Amor e Raiva
- турецкий — Dünyanin en eski meslegi[26]
- немецкий — Liebe und Zorn
- английский — Love and Anger